# Tigermaan
Martin Tigermaan (nazwisko rodowe Chmarzyński, ur. 15 marca 1974 w Warszawie) – polski kompozytor muzyczny, producent, aranżer oraz promotor, a także przedsiębiorca, stowarzyszony z ZAiKS, członek Związku Zawodowego Muzyków RP i STOART

## Życiorys

### Wczesne lata
Urodził się na warszawskim Mokotowie, a dorastał na Ochocie. Jego matka była fryzjerką, kosmetyczką i podologiem, a ojciec pracował w Zakładach Radiowych im. Marcina Kasprzaka w Warszawie. Talent muzyczny odziedziczył po ojcu, który posiadał w latach 70. własne pianino. Jego rodzice w latach 80. żyli w separacji i ostatecznie się rozwiedli. Problemy rodzinne zaczęły się, kiedy uczęszczał jeszcze do trzeciej klasy szkoły podstawowej nr 152 im. Marii Dąbrowskiej, co doprowadziło do trudności w nauce i do powtarzania jeszcze raz tej samej klasy. Jego ojciec po rozwodzie w 1986 zerwał kontakty z rodziną, następnie był poszukiwany przez milicję z powodu konieczności ustalenia adresu i opłacania alimentów. Okazało się, że wyemigrował do Niemiec i zamieszkał u rodziny od tej ze strony swojej matki. Martin, poznawszy adres pobytu ojca, wyjechał do niego, tam usłyszał pierwsze single zespołu Snap! z Turbo B., które go zainspirowały. Podczas pobytu u ojca zapoznawał się też z nowo powstającym wtedy gatunkiem rap, którego słuchał z lokalnych rozgłośni. 

### Kariera zawodowa
Na rynku muzycznym działa od 1991. Jest współzałożycielem pierwszego klasycznego duetu DJ i MC pod nazwą Trials X. Razem z duetem Modfunk nagrał trzy albumy studyjne: Superfuzja, Emofunk i Land Grab. Był współzałożycielem jednego z pierwszych wydawnictw z muzyką cyfrową – Seek Records. W latach 2003–2006 współprowadził sklep z płytami winylowymi o nazwie djmodshop.
Rozwija solowy projekt muzyczny pod pseudonimem Tigermaan. Zadebiutował wydaniem na winylu singla – "Go Forward", za który zdobył dobre recenzje m.in. w magazynie „DJMAG”. W 2012 zremiksował utwór Marka Bilińskiego „Ucieczka z Tropiku”, który został uznany za Polski Top Wszech Czasów według słuchaczy Programu Trzeciego Polskiego Radia. W kolejnych latach doprowadził do wydania pierwszej oficjalnej składanki najważniejszych przebojów Bilińskiego pt. Best of the Best (2014) oraz do opublikowania całej dyskografii artysty na portalach Amazon czy iTunes oraz na serwisach streamingowych.
Jest założycielem marki Life Is Music Entertainment i twórcą niszowego wydawnictwa z cyfrową muzyką elektroniczną Projection Label. Dzięki tym projektom promował wiele imprez muzycznych. Przy współpracy z Instytutem Francuskim zorganizował wydarzenia kulturalne w Krakowie i Warszawie, m.in. odpowiadał za dwa koncerty Benjamina Diamonda w Polsce i koncert Michaela Greya.

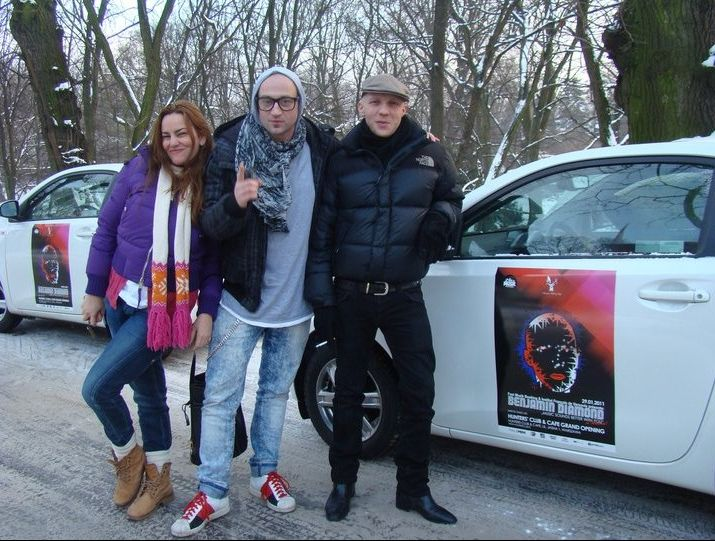
Tigermaan i Benjamin Diamond w Warszawie (2011)

Współtworzył projekt multimedialny z okazji 200-lecia urodzin Fryderyka Chopina „Wariacje na 4 ręce”, który miał premierę 27 listopada 2010 w przestrzeniach Galerii Sztuki Polskiej XIX wieku w Sukiennicach.

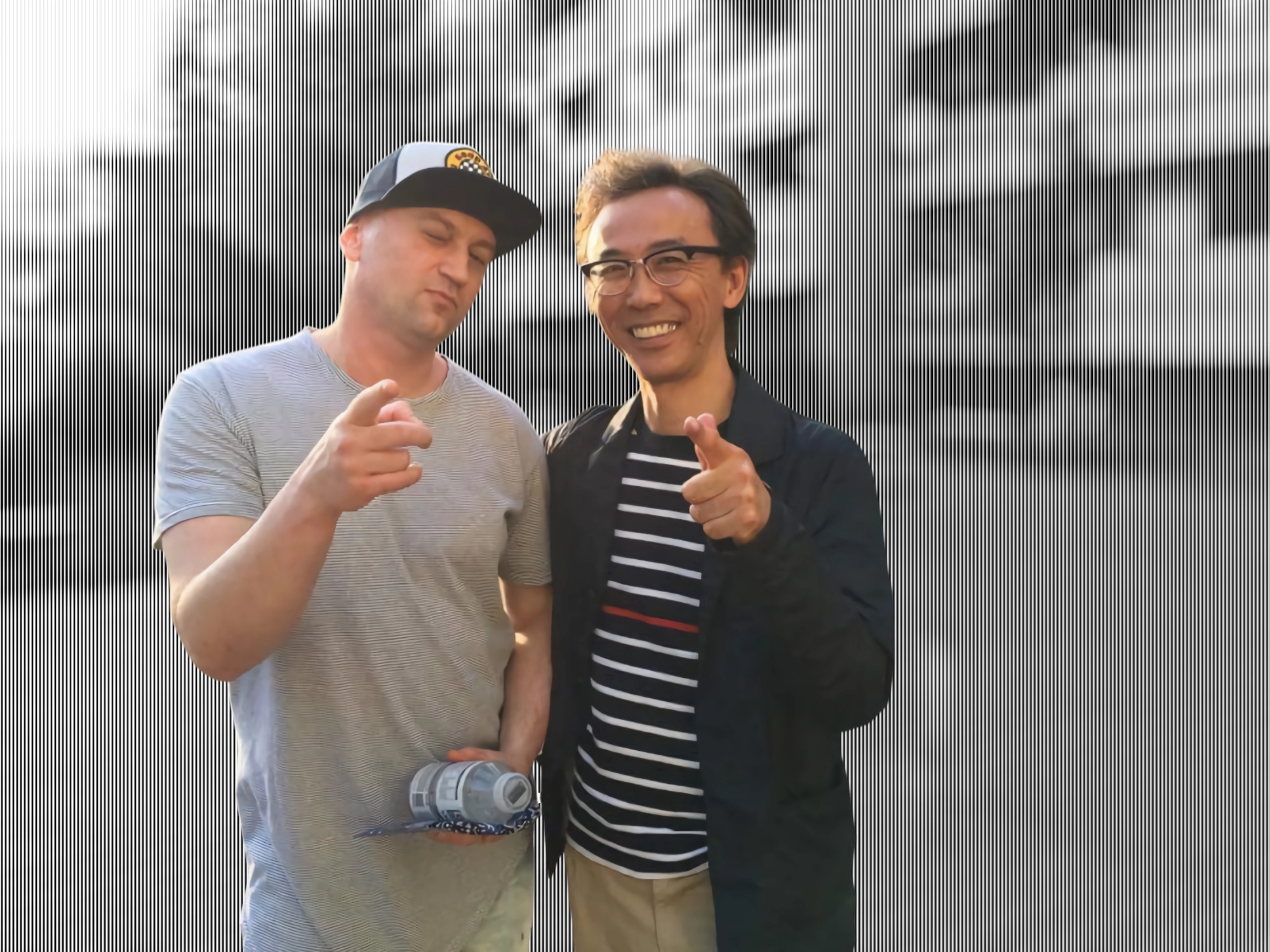
Tigermaan i Hiroaki Shikata (2016)

W 2016 czynnie wspierał działania japońskiego pisarza muzycznego Hiroaki Shikata na rzecz powstania książki odkrywającej rynek muzyczny w latach 70. i 80. w krajach za tzw. żelazną kurtyną.

## Aktywność obywatelska
Aktywnie włącza się w ochronę praw artystów tworzących utwory muzyczne. Podpisał się pod apelem twórców w sprawie opłaty od czystych nośników skierowanym do Ministra Kultury i Dziedzictwa Narodowego i wziął udział w akcji „Make Internet Fair”, składając elektroniczny podpis pod petycją w sprawie prawa autorskiego na jednolitym rynku cyfrowym. Popiera apele i petycje związane z ograniczeniem zanieczyszczenia powietrza oraz za pomocą dronów tworzy filmy przedstawiające smog.

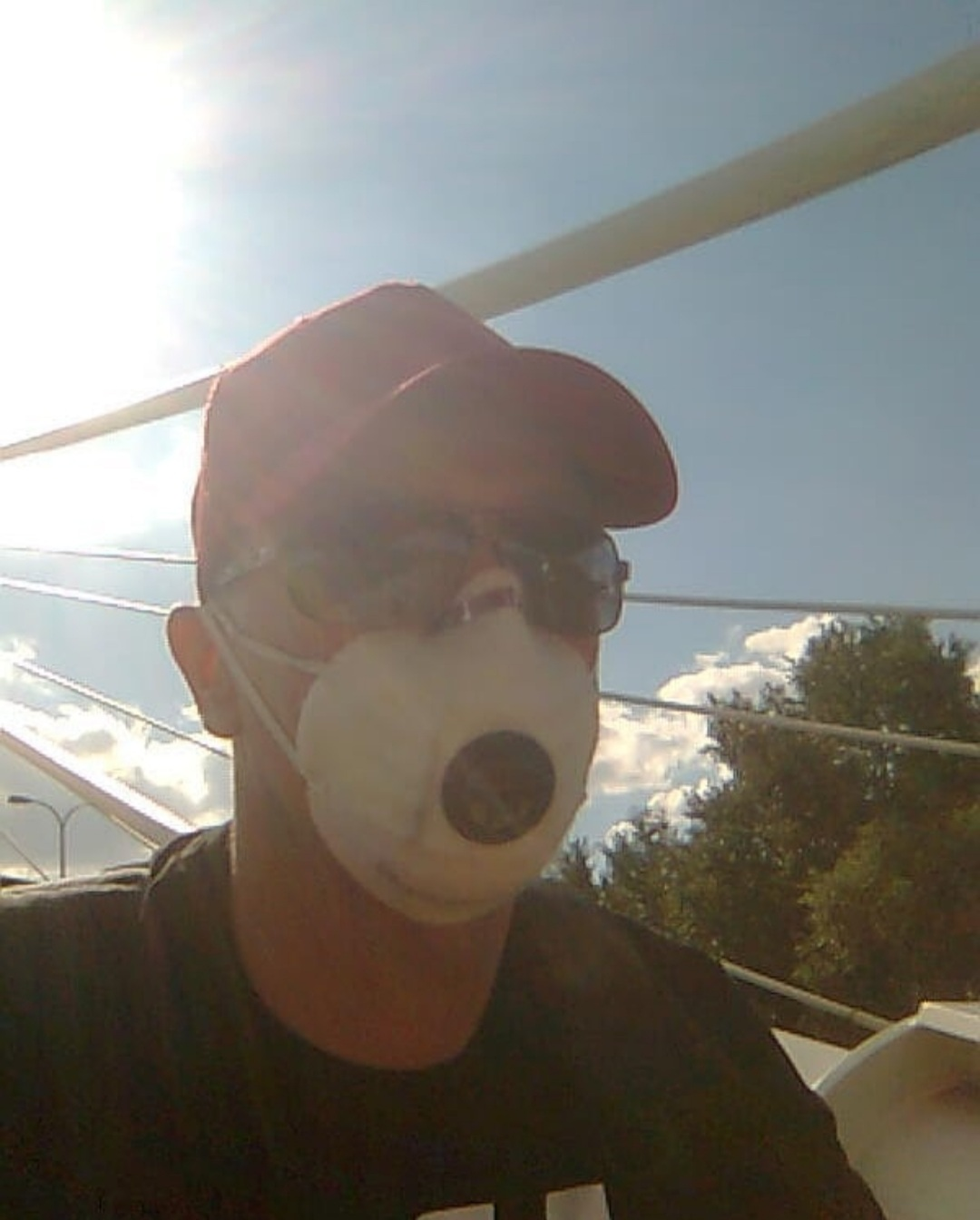
Tigermaan (2008)

Wspiera aktywności związane z propagowaniem jazdy na rowerze. Jako cyklista jeździ w masce antysmogowej wyposażonej w wymienny filtr z aktywnym węglem, co dostrzegła m.in. redakcja bloga Mobycon.com. W 2021 wziął udział w ogólnopolskim wysłuchaniu publicznym pt. „Krajowy plan odbudowy”, którego uczestnicy mogli zabrać głos w sprawie tzw. komponentu „Zielona, inteligentna mobilność”.

### Petycje własne
| Tytuł petycji                                        | Rok powstania | Adresat petycji                                  | Źródło |
| ---------------------------------------------------- | ------------- | ------------------------------------------------ | ------ |
| NIE dla Najbardziej trujących aut w miastach         | 2019          | Ministerstwo Infrastruktury Departament Kontroli | [ 34 ] |
| TAK dla Abolicji ! NIE dla bezprawnych działań ZUS ! | 2019          | Ministerstwa Finansów                            | [ 35 ] |
| Postulaty Małej Skali Działalności Gospodarczej!     | 2020          | Kancelaria Prezesa Rady Ministrów                | [ 36 ] |

## Dyskografia
- (2005) Go Forward  – Machine Gun Ibiza, UK – Vinyl
- (2005) Da Remix EP – Tigermaan RMX – Machine Gun Ibiza, UK – Vinyl
- (2007) Tigermaan EP – SEEK Records,
- (2007) Street Move – SEEK Records,
- (2007) Kolombo – Chez Jeanne – Tigermaan Remix – Lou Lou Records, BE – Vinyl
- (2009) The Establishment – SEEK Records
- (2010) Dance Tonight – Projection Label
- (2011) Tropical Inception EP – Projection Label
- (2012) Marek Bilinski – Escape From The Tropics – Tigermaan Remix, Projection Label
- (2013) Deep City Presents Moontime  – Projection Label
- (2014) Among the Clouds – Projection Label
- (2018) Bright Side – Projection Label
- (2018) Today Is Not Today – Projection Label
- (2019) Secret Weapon – Projection Label

## Filmy video
| Tytuł              | Rok  | Reżyseria / Postprodukcja                | Album, EP, Singiel, Inne | Źródło |
| ------------------ | ---- | ---------------------------------------- | ------------------------ | ------ |
| „In a Coma”        | 2011 | DreamScene.org / Martin Tigermaan        | Tropical Inception       | [ 37 ] |
| "I Love Krakow"    | 2013 | Martin Tigermaan / Aga Macias            | Live DJ Mix              | [ 38 ] |
| "Among The Clouds" | 2014 | Martin Tigermaan / Piotr "Platoon" Boruc | Among The Clouds         | [ 39 ] |

## Gościnnie
| Artysta – Album/Singiel         | Rok  | Utwór                                     | Źródło |
| ------------------------------- | ---- | ----------------------------------------- | ------ |
| Red – "Red Est Comme"           | 2010 | "Red Est Comme" (w videoklipie)           | [ 40 ] |
| DJ 600V – Smak B.E.A.T. Records | 1997 | "Tak jak chcesz" (na płycie jako J.Tiger) | [ 41 ] |
| Krzysztof Kasowski              | 2023 | "Czujeę się lepiey" (w videoklipie)       | [ 42 ] |

## Działalność biznesowa
W 2008 otworzył agencję Life Is Music Entertainment zajmującą się artystami, zarządzaniem artystycznym dorobkiem, koncertami oraz eventami. W 2018 założył agencję kreatywną Lime On.

## Dzieła
Beletrystyka
- 2006 Pokolenie Mata – wydawnictwo: MyBook[44] – gat. Powieść społeczno-obyczajowa – ISBN 83-89770-55-5

## Genealogia
| Pradziadkowie                        | Michael Chmarzynski (Wtelno) ∞ Anna Klaczyńska                                                          | Michael Chmarzynski (Wtelno) ∞ Anna Klaczyńska                                                          | Michael Chmarzynski (Wtelno) ∞ Anna Klaczyńska                                                          | Michael Chmarzynski (Wtelno) ∞ Anna Klaczyńska                                                          | Wincenty Klimek ∞ Zofja Krumbein                                                                        | Wincenty Klimek ∞ Zofja Krumbein                                                                        | Wincenty Klimek ∞ Zofja Krumbein                                                                        | Wincenty Klimek ∞ Zofja Krumbein                                                                        | Jan Bogucki ∞ Magdlena Sałyga                                                                           | Jan Bogucki ∞ Magdlena Sałyga                                                                           | Jan Bogucki ∞ Magdlena Sałyga                                                                           | Jan Bogucki ∞ Magdlena Sałyga                                                                           | Jan Frączek ∞ Marianna Olewińska                                                                        | Jan Frączek ∞ Marianna Olewińska                                                                        | Jan Frączek ∞ Marianna Olewińska                                                                        | Jan Frączek ∞ Marianna Olewińska                                                                        |
| Dziadkowie                           | Franz Michael Chmarzynski (1910–1940) ∞1929 Marta Zofia Klimek                                          | Franz Michael Chmarzynski (1910–1940) ∞1929 Marta Zofia Klimek                                          | Franz Michael Chmarzynski (1910–1940) ∞1929 Marta Zofia Klimek                                          | Franz Michael Chmarzynski (1910–1940) ∞1929 Marta Zofia Klimek                                          | Franz Michael Chmarzynski (1910–1940) ∞1929 Marta Zofia Klimek                                          | Franz Michael Chmarzynski (1910–1940) ∞1929 Marta Zofia Klimek                                          | Franz Michael Chmarzynski (1910–1940) ∞1929 Marta Zofia Klimek                                          | Franz Michael Chmarzynski (1910–1940) ∞1929 Marta Zofia Klimek                                          | Seweryn Bogucki (1907-1981) ∞ Adela Frączek (1913-2007)                                                 | Seweryn Bogucki (1907-1981) ∞ Adela Frączek (1913-2007)                                                 | Seweryn Bogucki (1907-1981) ∞ Adela Frączek (1913-2007)                                                 | Seweryn Bogucki (1907-1981) ∞ Adela Frączek (1913-2007)                                                 | Seweryn Bogucki (1907-1981) ∞ Adela Frączek (1913-2007)                                                 | Seweryn Bogucki (1907-1981) ∞ Adela Frączek (1913-2007)                                                 | Seweryn Bogucki (1907-1981) ∞ Adela Frączek (1913-2007)                                                 | Seweryn Bogucki (1907-1981) ∞ Adela Frączek (1913-2007)                                                 |
| Rodzice                              | Zygfryd Benito Chmarzyński (1939 Bydgoszcz) ∞1966 Warszawa roz. 1985 Warszawa Regina Bogucka (ur. 1942) | Zygfryd Benito Chmarzyński (1939 Bydgoszcz) ∞1966 Warszawa roz. 1985 Warszawa Regina Bogucka (ur. 1942) | Zygfryd Benito Chmarzyński (1939 Bydgoszcz) ∞1966 Warszawa roz. 1985 Warszawa Regina Bogucka (ur. 1942) | Zygfryd Benito Chmarzyński (1939 Bydgoszcz) ∞1966 Warszawa roz. 1985 Warszawa Regina Bogucka (ur. 1942) | Zygfryd Benito Chmarzyński (1939 Bydgoszcz) ∞1966 Warszawa roz. 1985 Warszawa Regina Bogucka (ur. 1942) | Zygfryd Benito Chmarzyński (1939 Bydgoszcz) ∞1966 Warszawa roz. 1985 Warszawa Regina Bogucka (ur. 1942) | Zygfryd Benito Chmarzyński (1939 Bydgoszcz) ∞1966 Warszawa roz. 1985 Warszawa Regina Bogucka (ur. 1942) | Zygfryd Benito Chmarzyński (1939 Bydgoszcz) ∞1966 Warszawa roz. 1985 Warszawa Regina Bogucka (ur. 1942) | Zygfryd Benito Chmarzyński (1939 Bydgoszcz) ∞1966 Warszawa roz. 1985 Warszawa Regina Bogucka (ur. 1942) | Zygfryd Benito Chmarzyński (1939 Bydgoszcz) ∞1966 Warszawa roz. 1985 Warszawa Regina Bogucka (ur. 1942) | Zygfryd Benito Chmarzyński (1939 Bydgoszcz) ∞1966 Warszawa roz. 1985 Warszawa Regina Bogucka (ur. 1942) | Zygfryd Benito Chmarzyński (1939 Bydgoszcz) ∞1966 Warszawa roz. 1985 Warszawa Regina Bogucka (ur. 1942) | Zygfryd Benito Chmarzyński (1939 Bydgoszcz) ∞1966 Warszawa roz. 1985 Warszawa Regina Bogucka (ur. 1942) | Zygfryd Benito Chmarzyński (1939 Bydgoszcz) ∞1966 Warszawa roz. 1985 Warszawa Regina Bogucka (ur. 1942) | Zygfryd Benito Chmarzyński (1939 Bydgoszcz) ∞1966 Warszawa roz. 1985 Warszawa Regina Bogucka (ur. 1942) | Zygfryd Benito Chmarzyński (1939 Bydgoszcz) ∞1966 Warszawa roz. 1985 Warszawa Regina Bogucka (ur. 1942) |
| Martin Tigermaan (ur. 1974 Warszawa) | | | | | | | | | | | | | | | | |